# Таблиця
Таблиця — це перелік, зведення статистичних даних або інших відомостей, розташованих у певному порядку за рядками та стовпчиками.

Таблиці широко використовують у комунікаціях, дослідженнях та аналізі даних. Ми кожен день зустрічаємо таблиці в ЗМІ, рукописних матеріалах, комп'ютерних програмах, дорожніх знаках та багатьох інших місцях.

## Базовий опис
Таблиця складається з впорядкованого набору рядків та стовпчиків. Це є спрощений опис основного виду таблиць. Певні висновки з цього опису:
- термін рядок має кілька часто вживаних синонімів (наприклад кортеж, вектор);
- термін стовпчик має кілька часто вживаних синонімів (наприклад поле, параметр, властивість, атрибут);
- зазвичай стовпчик ідентифікується назвою;
- назва стовпчика може складатися з слова, фрази або числового індексу;
- перетином рядка і стовпчика є клітинка (комірка).

Елементи таблиці можуть бути по-різному згруповані, сегментовані, або розташовані, і навіть вкладені рекурсивно. Крім того, таблиця може включати метадані, анотації, заголовок, колонтитул та інше.

### Проста таблиця
Наступний приклад ілюструє просту таблицю з трьома стовпчиками й шістьма рядками. Перший рядок не враховується, оскільки його використовують тільки для відображення назви стовпчиків. Його традиційно називають «рядок заголовка».
| Прізвище   | Ім'я      | По батькові   |
| ---------- | --------- | ------------- |
| Клаковичка | Леся      | Миронівна     |
| Кущак      | Петро     | Богданович    |
| Літинський | Святослав | Володимирович |
| Музичук    | Анатолій  | Омелянович    |
| Рикалюк    | Роман     | Євстахович    |
| Ярошко     | Сергій    | Адамович      |

### Багатовимірні таблиці
Будь-яка проста таблиця може бути представлена як «багатовимірна» таблиця нормалізацією значень даних у впорядковану ієрархію. Типовим прикладом такої таблиці є таблиця множення.
| × | 1 | 2 | 3 |
| - | - | - | - |
| 1 | 1 | 2 | 3 |
| 2 | 2 | 4 | 6 |
| 3 | 3 | 6 | 9 |

Примітка: Багатовимірні таблиці, 2-вимірна, як в прикладі, є створені за умови координат або комбінування базових заголовків (полів) з приписування унікального значення. Це є ін'єктивне відношення: кожній комбінації значень заголовків рядка і заголовків стовпчика є зв'язані з унікальним значенням, представленим у таблиці:
- стовпчику 1 і рядку 1 буде відповідати тільки значення 1 (і ніяке інше)
- стовпчику 1 і рядку 2 буде відповідати тільки значення 2 (і ніяке інше) і так далі

Якщо дані умові не існують, то потрібно вставити додаткові стовпчики і рядки для збільшення розміру таблиці з певною кількістю пустих клітинок.
Щоб проілюструвати, як проста таблиця може бути перетворена в багатовимірну, розглянемо наступні перетворення Таблиці віку.
| +         | 1               | 2                  | 3              |
| --------- | --------------- | ------------------ | -------------- |
| Олег      | Погорілий Олег  | Тимчина Олег       | Луців Олег     |
| Олександр | Албул Олександр | Тимченко Олександр | Хелл Олександр |

Це структурно ідентично таблиці множення, за винятком використання конкатенації замість множення як оператора, а також прізвища, імені та прізвища, а не цілих чисел, як операндів.

### Широкі та вузькі таблиці
Таблиці можуть бути описані в широкому або вузькому форматі. Широкий формат має окремий стовпчик для кожної змінної даних, вузький формат матиме один стовпчик для всіх значень змінних і ще один стовпчик для контексту цього значення.

## Загальне уявлення
Як інструмент комунікації, таблиця є формою узагальнення інформації в необмеженому числі різних соціальних або наукових контекстах. Вона забезпечує звичний спосіб донести інформацію, яка в іншому випадку може не бути очевидною та легкозрозумілою.
Наприклад, на наступній діаграмі, два альтернативних представлення тієї ж інформації представлені разом. Зліва знаходиться NFPA 704 стандарт, зправу є проста таблиця, що відображає ті ж дані. Обидві таблиці представляють по суті ту ж інформацію, але табличне подання є зрозумілішим для тих, хто не знайомий з стандартом NFPA 704. Однак табличне представлення не може бути ідеальним в будь-яких обставинах (наприклад, через обмеженість простору, або з міркувань безпеки).
| Стандартне представлення | Табличне представлення |                |            |
| 23 1                     | \| Небезпека для здоров'я \| Вогненебезпечність \| Нестабільність \| Спеціальне \| \| ---------------------- \| ------------------ \| -------------- \| ---------- \| \| Рівень 3 \| Рівень 2 \| Рівень 1 \| \| |                |            |
| Небезпека для здоров'я   | Вогненебезпечність | Нестабільність | Спеціальне |
| Рівень 3                 | Рівень 2 | Рівень 1       |            |

## Конкретні застосування

### Публікування
- Перехресні посилання

### Математика
- Арифметика (таблиця множення)
- Логіка (таблиця істинності)

### Природничі науки
- Хімія (періодична таблиця)
- Океанографія (таблиці припливів)

### Інформаційні технології
Використовують і в програмах, і в їх розробці.

#### Програми
Сучасні програми дають можливість створювати, форматувати та редагувати таблиці для широкого спектра застосувань. Наприклад:
- текстові редактори;
- програми для створення презентацій
- таблиці, визначені в HTML